# Oedipoda miniata
Oedipoda miniata är en insektsart som först beskrevs av Peter Simon Pallas 1771.  Oedipoda miniata ingår i släktet Oedipoda och familjen gräshoppor.

## Underarter
Arten delas in i följande underarter:
- O. m. miniata
- O. m. atripes
- O. m. mauritanica